# Primrose League
Die Primrose League ['prɪmrəʊz li:g] (englisch für Primelliga) ist ein

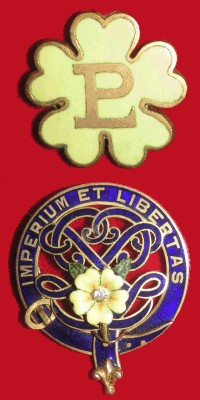
Abzeichen der Primrose League

1883 gegründeter konservativer Verein in Großbritannien, der zu einer wichtigen Wählerorganisation der britischen Konservativen Partei wurde. Die Vereinigung wurde vom konservativen Politiker Randolph Churchill gegründet und nach der Lieblingsblume des früheren Premierministers Benjamin Disraeli benannt. Die Primrose League war bis zur Mitte der 1990er Jahre politisch aktiv und wurde 2004 aufgelöst.

## Geschichte
In den 1880er Jahren waren in Großbritannien der direkte Aufruf an die Öffentlichkeit und die entsprechende Mobilisierung der Basis vor allem in Wahlkämpfen üblich geworden. Der Zugewinn an Legitimation aufgrund einer breiten Zustimmung der Basis wurde aber auch für innerparteiliche Auseinandersetzungen in der Konservativen Partei genutzt, die zu dieser Zeit die Opposition zum amtierenden Premierminister William Ewart Gladstone von der Liberal Party bildete. Um den Einfluss der Parteibasis gegenüber der parlamentarischen Führung unter Lord Salisbury zu vergrößern und neue konservative Wählerschichten über soziale Grenzen hinweg für die Partei zu gewinnen, gründeten Randolph Churchill und der spätere Premierminister Arthur James Balfour 1883 die Primrose League. Die Vereinigung erhielt ihren Namen von der Lieblingsblume des zwei Jahre früher verstorbenen Premierministers Benjamin Disraeli, zu dessen Ehren jährlich der Primrose Day abgehalten wurde.
Bereits Benjamin Disraeli hatte versucht, die Arbeiterschaft für die konservative Partei zu gewinnen. Trotz aller Bemühungen blieben Arbeiter in konservativen Kreisen die Ausnahme. Nach dem Tode Disraelis 1881 bildete sich bei den jüngeren Tories eine sogenannte Vierte Partei unter der Führung von Churchill und Balfour, die sich größeren Einfluss innerhalb der konservativen Partei verschaffen, aber auch die unteren sozialen Schichten mobilisieren wollte. Die dazu gegründete Primrose League, die, um ihre Unabhängigkeit zu sichern, der Partei nicht offiziell angeschlossen wurde, verbreitete sich in kurzer Zeit im ganzen Land und wurde so zur politischen Massenorganisation. 1886 betrug die Mitgliederzahl bereits 200.000, 1891 schon eine Million und 1908 1,7 Millionen. Eine besonders große Anhängerschaft fand die Vereinigung in ländlichen Gegenden.
Die Primrose League gewann ihre Anhänger durch die vermeintliche Heranführung der Lower Class an die Middle Class und beider an die Upper Class. Dazu diente die Veranstaltung von Festlichkeiten wie dem Primrose Day, wo in einem feierlichen Rahmen Ehrenränge und Rangabzeichen zur Schau gestellt werden konnten, aber auch die Einheit der Nation beschworen wurde. Die Primrose League entwickelte sich daher zum wichtigsten Wahlkampfinstrument der Konservativen in der Vorkriegszeit, zumal durch neue Wahlgesetze die Wahlkampfausgaben drastisch eingeschränkt waren und auf freiwillige Helfer zurückgegriffen werden musste. Hier konnte die Vereinigung die fehlende Parteimaschinerie durchschlagend und erfolgreich ersetzen.